# AGATA (організація)
Литовська асоціація суміжних прав (лит. Lietuvos gretutinių teisių asociacija), відома як AGATA, — неприбуткова організація, заснована в 1999 році, яка займається ліцензуванням і правами музичних видавців і виконавців у Литві. У 2011 році вона стала уповноваженим органом країни для збору компенсацій письменникам, виконавцям, акторам і продюсерам. AGATA є асоційованим членом Міжнародної федерації фонографічної індустрії (IFPI). З вересня 2018 року AGATA щотижня публікує топ-100 найпопулярніших альбомів і синглів у Литві. Чарти базуються на продажах і трансляціях із Spotify, Deezer, Apple Music, iTunes, Google Play і Shazam.